# أليس هاثاواي لي روزفلت
أليس هاثاواي لي روزفلت (بالإنجليزية: Alice Hathaway Lee Roosevelt) (و. 1861 – 1884 م) هي نجمة اجتماعية من الولايات المتحدة الأمريكية ولدت في تشيستنت هل.